# 莱比锡书展

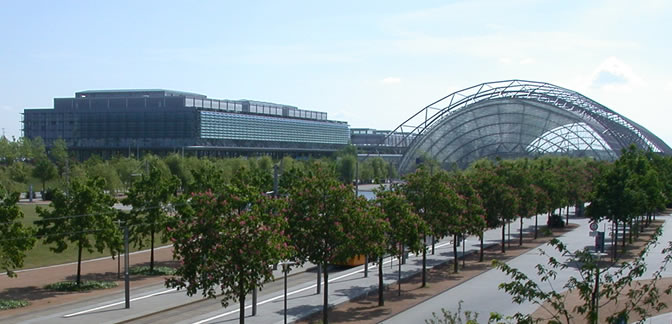
书展举办地

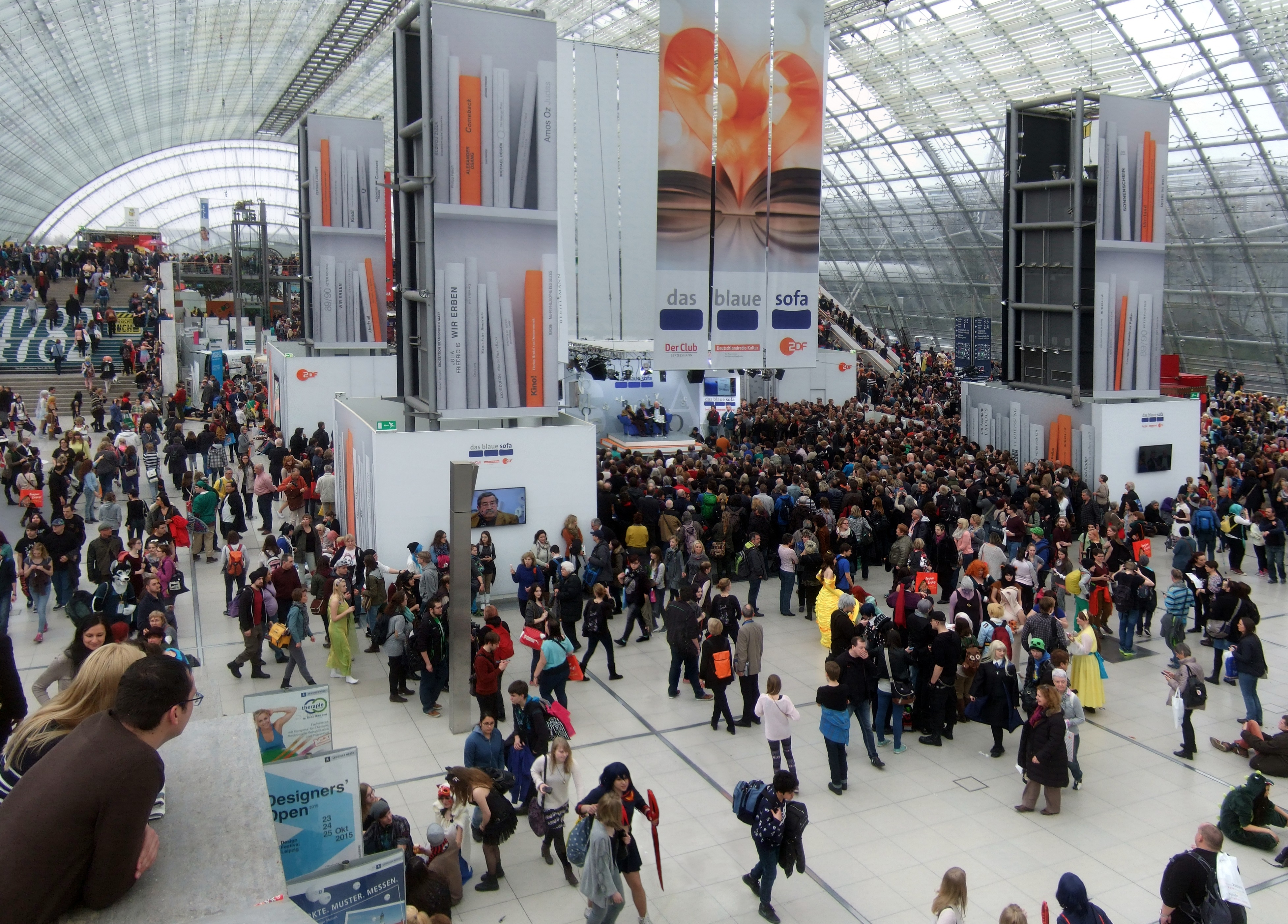
2015年的莱比锡书展

莱比锡书展（英語：Leipzig Book Fair）是德国仅次于法兰克福书展的第二大书展，每年三月都会在莱比锡北面的莱比锡贸易博览会举行为期四天的展览。因为举办时间比较靠前，部分新出版的书籍都是首次公开，故此书展在业内很有影响力。

## 历史
莱比锡书展在1632年成为德国当时最大的书展，其中在法兰克福展出的图书数量中排名第一。 直到1945年法兰克福才超过了它，恢复了第一的宝座。在东德时期，展会仍然是来自东德和西德的书爱好者和卖家的重要聚会地点。 在两德统一之后，展会从位于主要市场广场的贸易展览会迁往位于市中心的新地点。此举后展会重新迸发生机，蓬勃发展。

## 奖项
书展设立了多个奖项，包括莱比锡图书奖（2002-2004被叫做德国图书奖）和莱比锡欧洲理解图书奖（Leipzig Book Prize for European Understanding），以及提名德国儿童文学奖候选人。

## 参观人数
2010年，莱比锡书展突破记录，登记有15.6万位访客和来自39个国家的2071位出版商。 2012年有16.3万位访客。